# Imitation of Life (canção)
"Imitation of Life" é uma canção da banda R.E.M., composta para seu 12.º álbum de estúdio, Reveal. A música ficou em 83.º lugar no Top 100 dos Estados Unidos e em 22.º lugar no Billboard Modern Rock Tracks. Ficou em sexto lugar nas paradas do Reino Unido e chegou a ficar em primeiro lugar nas paradas do Japão.

## Posição nas paradas musicais
| Parada (2001)                                      | Melhor posição |
| -------------------------------------------------- | -------------- |
| Austrália (ARIA)                                   | 32             |
| Áustria (Ö3 Austria Top 75)                        | 19             |
| Bélgica (Ultratip Bubbling Under de Flandres)      | 8              |
| Bélgica (Ultratip Bubbling Under da Valônia)       | 7              |
| Canadá (Nielsen SoundScan)                         | 5              |
| Dinamarca (Hitlisten)                              | 12             |
| Europa (Eurochart Hot 100)                         | 14             |
| Finlândia (Suomen virallinen lista)                | 14             |
| França (SNEP)                                      | 99             |
| Alemanha (Offizielle Deutsche Charts)              | 35             |
| Irlanda (IRMA)                                     | 12             |
| Itália (FIMI)                                      | 3              |
| Países Baixos (Dutch Top 40)                       | 23             |
| Países Baixos (Single Top 100)                     | 54             |
| Nova Zelândia (Recorded Music NZ)                  | 18             |
| Noruega (VG-lista)                                 | 4              |
| Polônia (Music & Media)                            | 9              |
| Escócia (Scottish Singles Chart)                   | 5              |
| Espanha (PROMUSICAE)                               | 3              |
| Suécia (Sverigetopplistan)                         | 32             |
| Suíça (Schweizer Hitparade)                        | 27             |
| Reino Unido (UK Singles Chart)                     | 6              |
| Estados Unidos (Billboard Hot 100)                 | 83             |
| Estados Unidos (Billboard Adult Alternative Songs) | 1              |
| Estados Unidos (Billboard Adult Top 40)            | 15             |
| Estados Unidos (Billboard Alternative Airplay)     | 22             |

| Parada (2001)                           | Posição |
| --------------------------------------- | ------- |
| Canadá (Nielsen SoundScan)              | 83      |
| Reino Unido (OCC)                       | 176     |
| Estados Unidos (Billboard Adult Top 40) | 59      |
| Estados Unidos (Billboard Triple-A)     | 6       |